# Daniel Strelitz
Daniel Jason Strelitz (* 1. Januar 1990 in Torrance, Kalifornien) ist ein professioneller US-amerikanischer Pokerspieler. Er ist zweifacher Braceletgewinner der World Series of Poker und gewann 2017 das Main Event der World Poker Tour.

## Persönliches
Strelitz besuchte die University of California in Irvine, 60 Kilometer südöstlich von Los Angeles. Er lebt in Orange im US-Bundesstaat Kalifornien.

## Pokerkarriere

### Werdegang
Strelitz spielte von September 2007 bis September 2019 online unter den Nicknames deoxyribo (PokerStars sowie UltimateBet), dDeoxyribo (Full Tilt Poker) und deoxyy (Carbon Poker). Seine Online-Turniergewinne liegen bei über 1,5 Millionen US-Dollar, wobei der Großteil von mehr als einer Million US-Dollar auf PokerStars gewonnen wurde.
Seine erste Geldplatzierung bei einem Live-Turnier erzielte Strelitz im April 2011 beim Circuit der World Series of Poker (WSOP) im Caesars Palace am Las Vegas Strip. Mitte Juni 2011 war er erstmals bei der WSOP-Hauptturnierserie im Rio All-Suite Hotel and Casino am Las Vegas Strip erfolgreich und kam bei einem Turnier der Variante No Limit Hold’em in die Geldränge. Bei der WSOP 2012 erreichte er den siebten Turniertag im Main Event und belegte dort den mit knapp 300.000 US-Dollar dotierten 24. Platz. Anfang Juni 2014 saß der Amerikaner erstmals an einem WSOP-Finaltisch und erhielt für seinen dritten Platz im Six Handed No Limit Hold’em rund 180.000 US-Dollar. Mitte August 2014 gewann Strelitz das Mega Millions X in Los Angeles und sicherte sich eine Siegprämie von 280.000 US-Dollar, nachdem er sich zuvor gegen ein Teilnehmerfeld von 10.939 Spielern durchgesetzt hatte. Ende Juni 2016 erreichte er bei einem Turbo-Event der WSOP 2014 das Heads-Up, musste sich dort jedoch Ankush Mandavia geschlagen geben und wurde Zweiter für knapp 340.000 Dollar Preisgeld. Anfang März 2017 gewann der Amerikaner das Main Event der World Poker Tour in Los Angeles mit einer Siegprämie von über einer Million US-Dollar. Mitte Januar 2019 belegte er beim Main Event des PokerStars Caribbean Adventures auf den Bahamas nach verlorenem Heads-Up gegen David Rheem den zweiten Platz und sicherte sich ein Preisgeld von mehr als 950.000 US-Dollar. Bei der WSOP 2019 gewann Strelitz ein Hold’em-Event und sicherte sich ein Bracelet sowie eine Siegprämie von mehr als 440.000 US-Dollar. Auch bei der WSOP 2021 erreichte er in der Variante einen Finaltisch und belegte dort den mit rund 265.000 US-Dollar dotierten zweiten Rang. Bei der WSOP 2022, die erstmals im Bally’s Las Vegas und Paris Las Vegas ausgespielt wurde, entschied der Amerikaner ein Turnier in Razz für sich und erhielt sein zweites Bracelet sowie den Hauptpreis von rund 115.000 US-Dollar.
Insgesamt hat sich Strelitz mit Poker bei Live-Turnieren mehr als 5 Millionen US-Dollar erspielt.

### Braceletübersicht
Strelitz kam bei der WSOP 65-mal ins Geld und gewann zwei Bracelets:
| Jahr | Buy-in (in $) | Turnier          | Teilnehmer | Preisgeld (in $) |
| ---- | ------------- | ---------------- | ---------- | ---------------- |
| 2019 | 5000          | No-Limit Hold’em | 400        | 442.385          |
| 2022 | 1500          | Razz             | 383        | 115.723          |